# Босорка
Босо́рка (венг. boszorka, з.-слав. bosorka, укр. босорка), босорка́ня (венг. boszorkány, укр. босорканя), босорко́й (рум. bosorcoi) — мифологический персонаж народов Карпат (венгров, румын, славян), ведьма или колдун с чертами вампира. Слово имеет венгерское происхождение:219, в венгерский оно в свою очередь могло попасть из тюркских языков:219, ср. тюрк. basyrkan — «ночной кошмар».

## Венгерская мифология
В венгерском языке венг. boszorkány, boszorka — «ведьма», «колдунья», «дух умершего», «страшилище», «ночное привидение». Происхождение второй формы спорно: либо абстракция первой формы, либо обратное заимствование из словацкого языка.

## Румынская мифология
У румын босорко́й (рум. bosorcoi) упоминается преимущественно в Трансильвании. Другие варианты названия: borsocoi, bosorcan, bosorcaie, bosorcă, bosorcaië, borsocaîe, borsocaie, borsocane, bortsokană, bosărcăi, bursucăii.
Рассказывали, что босоркоем становится: родившийся в сорочке ребёнок; живой взрослый человек; мертвец. Чтобы мертвец не стал босоркоем, советовали положить ему в рот чеснок и самого его лицом вниз в гробу. Босоркоя можно распознать по хвосту на туловище, на голове или за ухом.
Говорили, что они могут превращаться в зайца, собаку, волка, рыбу, птицу. В какого именно животного будет превращаться босоркой, должна была определять повивальная бабка. Кроме того, считалось, что существуют босоркои не только «для животных», но и «для ветра», «для танца, для какой угодно вещи». Для превращения в животного, босоркою было достаточно просто свистнуть. Те, что для ветра, «бродили по ветрам, поверху».
Вампиризм босоркоев проявлялся следующим образом: считалось, что они крадут молоко у коров, сосут кровь у человека и скотины, пытаются пронзить их стрелой. Повитухи наказывали младенцам не заниматься последним, иначе они перережут им горло топором. Против отбирания молока существовали следующие заговоры: «Пусть вернётся молоко к корове, как возвращаются звёзды на небо и как приходит роса ночью, пусть не мешают этому босоркои»; «Повстречала Петра, Святого Петра, мыча и ревя. Святой Пётр спросил: „Ты, корова, что мычишь, что ревёшь?“ — „Как же мне не мычать, как не реветь; ногу он мне повредил, телёнка сглазил, молоко у меня отобрал“». Поражение в ногу при отбирании молока является очень характерным мотивом.
Представления о босоркоях у румын близки представлениям о стригоях, мороях и приколичах. Также они имеют сходство с историями об изгоях.

## Славянская мифология

### Распространение мифа и названия
У славян мифонимы с корнем bosor- присутствуют в польской, моравской, словацкой и украинской мифологиях. Так, слово босорка известно в 21-м украинскокарпатском говоре; при этом слово ведьма использовалось в Украинских Карпатах разве что на Верховине и в местах, где верования практически стёрлись:220. Слово известно на бо́льшей части территории Словакии, особенно в западной и восточной её частях.
У славян корень bosor- присутствует в следующих словах, обозначающих персонажей женского рода: польские — bosiorka, bosorka; словацкие и моравские — bosorka, vozorka; украинские — босо́рка (гуцулы), бісурка, босирка, босорка́ня (русинское):219, босурканя (бойки), босурга́ня, пошурканя. Персонажи мужского рода называются так: словацкие — bosorák, bosoroš, bosorkáň; украинские — босоркун; босуркун, босюркун и босуркач (бойки); босорка (лемки). В Закарпатье босорканей называют также бабочек лунка серебристая и мёртвая голова и стрекозу плоскую.

### Общий облик
У славян в образе босорки соединяются образы восточнославянской ведьмы, западнославянской богинки (подмена детей) и южнославянских демонов (двоедушница):219. Считалось, что чем больше у босорки душ (от одной до трёх), тем она сильнее и вредней. В разных частях Украинских Карпат доминировали разные стороны образа: в Закарпатье под босорками в основном понимались колдуньи и знахарки, тогда как у бойков и гуцулов — ведьма, отбирающая молоко у коров. Босоркой могли стать: та, в кого вселился дух мертвеца; седьмая девочка в семье. Количество босоркань оценивалось в народе как большое: по паре, а то и 10-15 в каждом селе; существовали места, в которых достаточно было свистнуть в пальцы, чтобы явилось любое количество босоркань (Закарпатье):221. В Закарпатье босоркань или сближали с упырицами (укр. опириця) или считалось, что они становятся ими после смерти:220. Как и все ведьмы, умирали босоркани тяжело. В Украинских Карпатах мужской образ босоркуна как правило был более положительный, причём часто босоркуны противостояли босорканям, а их сила увеличивалась после смерти, а не уменьшалась как у них.
Считалось, что днём босорки выглядят красавицами, тогда как ночью принимают страшный вид: сморщенное лицо, красные глаза, кривой рот, волосатые ноги. Босоркани могли изображаться и как плоскогрудые женщины в белом с длинными худыми руками и тонкими ногами, с куриными
лапами, хвостом. В одной из закарпатских игр при покойнике изображающий босорканю мальчик одевал белое платье или простыню, вымазывал лицо мукой, вставлял в рот протезы клыков из белой кормовой свёклы и прилаживал помело или берёзовый веник вместо хвоста, затем он плевался набранной в рот водой, скакал, бил «хвостом», визжал и выл, стараясь поймать других детей, зализать и зацеловать, измазав мукой с лица. Хотя отмечают, что босорки могут быть любого возраста, в мифологических рассказах они чаще пожилые. Босорки обладают способностью к оборотничеству:220: могут превращаться в жаб, кошек, собак, кур, свиней, сычей, серн, змей, летучих мышей, в колесо, кочергу, валёк для стирки. Также они могут быть невидимыми. Считалось, что босорки разбираются в травах и собирают их для своих целей.
Согласно народным представлениям, босорки посещают шабаш:220 в каждое новолуние или на исходе месяца. Они летают туда на помеле, венике, кочерге, лопате, метле:220, мялке, бочке. При этом они вылетают через трубу. Также они могли передвигаться в возке, запряжённом чёрными кошками или скакать на превращённом в коня муже:220 или другом человеке:220. Считалось, что босорок сопровождает сильный ветер. Сборища эти могли происходить в пустых домах:221, в глубоких оврагах на горных вершинах (например, упоминается гора Бужора), в пещерах:221. Там босоркани вместе с упырями и др. предавались оргиям:220. Вообще, они любят танцевать при лунном свете.

### Воздействие на людей
Босоркам в основном приписывались такие занятия: отбирание молока у коров:220 (брала соломы, травы, навоза с чужого двора; собирала росу на пастбище на полотно, которая затем становилась молоком; брала взаймы у хозяйки во время отела); прочий вред хозяйству и скотине; месть тем, кто её узнал; приворот и отворот; насылание порчи, болезней, смерти, сглаз; устрашение:220 и сбивание с пути людей (Закарпатье):220; заманивание и погубление парней; душение по ночам; подмена человеческого ребёнка на своего — уродливого, плаксивого и живущего только семь лет; отбирание молока у рожениц (дотрагивалась до её постели; пила из её кружки — украинцы восточной Словакии). Босоркам приписывалось управление погодой, как вредоносное, так и полезное: вызывание града, дождя, грозы, ветра, бури, засухи, пожара; в детских песнях с босорками связывали грибной дождь: «босорканя гадов бьёт» (украинское), «босорка масло сбивает» (словацкое); по народным поверьям, во время похорон босорки идёт сильный дождь; засуху босорки вызывали зачаровывая змей, которые начинали драться друг с другом, или подвязывая петуху два пера под левое крыло. Считалось, что босорки более активны в День святой Люции, Сочельник, День Трёх королей, Юрьев день, четверг и пятницу Страстной недели, 1 мая, Ивановскую ночь.
Для распознавания босорок указываются типичные способы распознавания ведьм: посмотреть в замочную скважину в церкви; изготовление между днём святой Люции и Рождеством специальной скамеечки, на которой во время рождественской службы можно увидеть босорку; сжигание поленьев, откладываемых по одному в этот же период; совпадение ран на покалеченном животном в Ивановскую ночь и на женщине на следующий день; способность видеть их давало ношение перьев проросшего через змеиную голову чеснока. За босорку могли посчитать женщину, которая пришла раньше чем полазник в дом на Рождество.
Оберегами скота от босорок считались чеснок, петрушка, святая вода, соль, страстная свеча, венок колосьев, колючие растения, веники, борона; коровам давали съесть хлеб, испечённый с сушёными травами или плодами шиповника, тёрна, боярышника; окуривали хлев скорлупой орехов, которые съели в Сочельник. Чтобы босорки не испортили молоко, его ритуально солили или клали в него трижды проколотый кусок хлеба; водянистое молоко или молоко с кровью били веткой тёрна или процеживали через неё либо через вилку с ножом, лежащими крест-накрест. Для защиты от босорок детей им на шею вешали мешочек с солью или чесноком, волчий зуб; выворачивали рубашку наизнанку, клали в колыбель железные предметы. Для защиты дома использовали ветки бузины, вяза, крыжовника, тёрна.